# Kurt Schumann (Jurist)

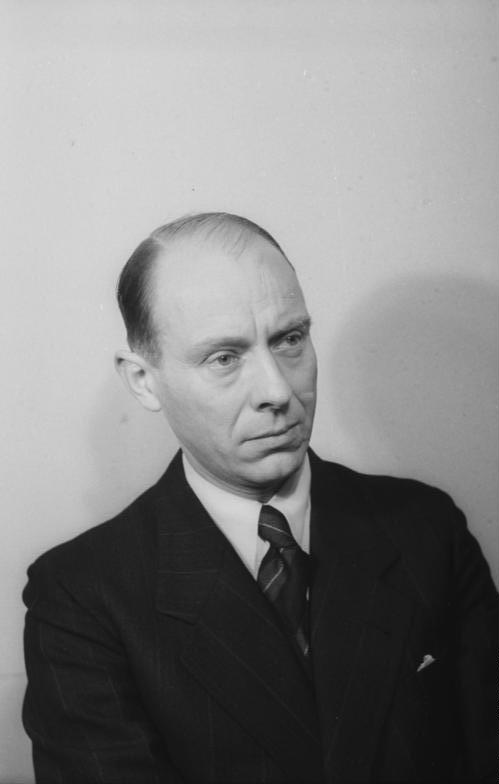
Kurt Schumann am 7. Dezember 1949

Kurt Schumann (* 29. April 1908 in Eisenach; † 14. Mai 1989 in Berlin) war ein deutscher Jurist und Funktionär der DDR-Blockpartei National-Demokratischen Partei Deutschlands (NDPD). Er war Präsident des Obersten Gerichts der DDR.

## Leben
Der Sohn eines Postbeamten besuchte die Volksschule und die Oberrealschule in Neustadt an der Orla und erwarb das Abitur. Von 1927 bis 1931 studierte er Rechtswissenschaften an den Universitäten in Jena und Göttingen. Während seines Studiums wurde er 1927 Mitglied der Burschenschaft Germania Jena. Von 1931 bis 1935 war er Mitarbeiter im thüringischen Justizdienst. 1935 trat er in den Heeresjustizdienst und am 1. Mai 1937 in die NSDAP ein. Während des Zweiten Weltkrieges wurde er 1942 zur Wehrmacht eingezogen und als Kriegsgerichtsrat eingesetzt. Er geriet im Januar 1943 bei Stalingrad in sowjetische Kriegsgefangenschaft, wurde Mitglied des NKFD und Mitbegründer des Bundes Deutscher Offiziere. Er unterzeichnete den »Aufruf an die deutschen Generale und Offiziere! An Volk und Wehrmacht!« vom 12. September 1943 und war Mitarbeiter der Zeitung »Freies Deutschland«.
Schumann kehrte 1948 nach Deutschland in die SBZ zurück und wurde Mitbegründer der NDPD in Altenburg. Von 1950 bis 1989 gehörte er dem Hauptausschuss der NDPD an.
Er arbeitete zunächst als Landgerichtsrat, später als Landgerichtsdirektor in Altenburg. 1949 wurde er Vorsitzender der Großen Strafkammer am Landgericht Erfurt und war dann von 1949 bis April 1960 Präsident des Obersten Gerichts der DDR. In dieser Position wurde er als Gutachter für juristische Doktorarbeiten gewonnen. Beispielsweise begutachtete er 1957 zusammen mit dem Strafrechtler John Lekschas die Inauguraldissertation des damaligen Assistenten an der Juristischen Fakultät der Martin-Luther-Universität Halle-Wittenberg Axel Römer (1925–1993) und späteren Hochschullehrer für Kriminalistik an der Humboldt-Universität zu Berlin.
1955 war er Vorsitzender beim RIAS-Prozess. Von 1960 bis 1963 wirkte er als Professor für Zivilrecht an der DASR in Potsdam und von 1963 bis 1973 als Professor an der Humboldt-Universität zu Berlin. 1973 wurde er emeritiert. 
Schumann gehörte dem NDPD-Bezirksvorstand Berlin an, war Mitglied des Zentralvorstandes des Verbandes der Juristen der DDR und seit 1977 Vizepräsident der Freundschaftsgesellschaft DDR – Indien.

## Auszeichnungen
- Vaterländischer Verdienstorden